# جان لانزبری
جان لانزبری (انگلیسی: John Lounsbery؛ ‏ ۹ مارس ۱۹۱۱ – ۱۳ فوریهٔ ۱۹۷۶) انیماتور برجستهٔ اهل ایالات متحده آمریکا بود.
او خالق برخی از شخصیت‌های کارتونی مشهور والت دیزنی است. به عنوان مثال، شخصیت‌های لوسیفر، موش، برونو و میجر در کارتون سیندرلا از آثار اوست.